# Rance X -決戰-
《Rance X -決戰-》是ALICESOFT在2018年2月23日發售的角色扮演類型成人遊戲，蘭斯系列的最終作。2020年6月25日發售簡體中文版。

## 系統
遊戲的故事分成兩部，玩家需完成特定條件才能開啟第二部。在遊戲中玩家需要收集角色的卡片組成一支隊伍與敵人進行戰鬥。

## 故事
在ヘルマン革命結束一年之後，魔人ケイブリス打敗魔人ホーネット成功統一分裂已久的魔界後，派遣麾下的魔人率領魔軍對リーザス、ヘルマン、ゼス、自由都市發動奇襲。面對魔軍壓倒性兵數使各國陷入苦戰卻因彼此意見不合導致陷入滅國危機，此時蘭斯在法王クルックー的協助下成為大總統指揮各國並且成立魔人討伐隊開始向魔軍展開反擊。

## 漫畫
漫畫《Rance10  ～Adult Edition～》（ランス10 ～Adult Edition～）由作畫，於《BugBug》2018年8月號到2019年5月號期間連載，單行本由共一冊於發售2020年8月31日。

## 評價
《Rance X -決戰-》獲得萌系遊戲大賞2018的準大獎和DMM GAMES獎。另外在Getchu.com舉辦的「美少女遊戲大賞2018」中獲得綜合部門第2名、劇本部門第6名、系統部門第1名、繪圖部門第9名、音樂部門第7名、角色部門蘭斯第4名。

## 外部連結
- 官方網站 （页面存档备份，存于）（日語）
- 簡體中文版官方网站 （页面存档备份，存于）（简体中文）
- 英文版官方網站 （页面存档备份，存于）（英文）